# Falling Down (песня Lil Peep и XXXTentacion)
«Falling Down» (с англ. — «Падающий») — песня американских рэперов Lil Peep и XXXTentacion. Она была включена в качестве бонус-трека в подарочное издание второго студийного альбома Lil Peep Come Over When You’re Sober, Pt. 2 (2018). Песня была посмертно выпущена в качестве ведущего сингла с альбома 19 сентября 2018 года. Трек был спродюсирован IIVI, Джоном Каннингемом и Mike Will Made It. «Falling Down» был написан Lil Peep и певцом iLoveMakonnen под названием «Sunlight on Your Skin», а XXXTentacion также принял участие для написания окончательной версии.
После смерти Lil Peep от передозировки фентанила-ксанакса, XXXTentacion услышал сниппет песни на YouTube и связался с iLoveMakonnen, чтобы записать свою часть для неё. Новая версия песни достигла тринадцатой позиции в американском чарте Billboard Hot 100, став наивысшим синглом Lil Peep в США. Сингл с тех пор был сертифицирован платиновым американской ассоциацией звукозаписывающих компаний (RIAA).
Концепция и релиз посмертного сотрудничества были осуждены членами группы Lil Peep GothBoiClique. Они сказали, что между двумя исполнителями существовал неразрешенный конфликт, предположительно вытекающий из истории насилия XXXTentacion в отношении женщин.

## Предыстория
«Falling Down» был первоначально записан как «Sunlight on Your Skin» во время лондонской студийной сессии между iLoveMakonnen и Lil Peep в рамках проекта сотрудничества. Продюсер утверждал, что строчка в тексте «Let's watch the rain while it's falling down» отсылает к тому, что в тот момент, когда Lil Peep записывал песню, за окном лил дождь. В ноябре 2017 года Lil Peep умер от случайной передозировки Фентанила-Ксанакса, оставив проект незавершенным. Песня была воспроизведена на livestream iLoveMakonnen после его смерти, а затем была загружена на YouTube в виде фрагмента, где XXXTentacion услышал его. XXXTentacion связался с iLoveMakonnen и записал стих вместо слов Маконнена в честь Lil Peep, рэпер цитирует, что если бы он увидел лучшую сторону Lil Peep до его смерти, тогда они были бы хорошими друзьями. XXXTentacion умер 18 июня 2018 года от огнестрельного ранения, оставив этот стих одним из последних, когда-либо записанных.

## Релиз и продвижение
18 августа 2018 года iLoveMakonnen объявил о сотрудничестве между Lil Peep и XXXTentacion вместе с продюсером Lil Peep Smokeasac. Он добавил, что песня — это переделка «Sunlight on Your Skin», написанная совместно и записанная Маконненом и Lil Peep в 2017 году, до его смерти. В новой версии представлены стихи XXXTentacion, которые он записал после смерти Lil Peep, чтобы отдать дань уважения Lil Peep.
Песня была выпущена 19 сентября 2018 года после долгой задержки, объявленной матерями Lil Peep и XXXTentacion. Мать XXXTentacion, Клеопатра Бернард, загрузила предварительный просмотр на Instagram, подписав его с «От мамы Lil Peep и меня» и Маконнена, подтвердив, что это были желания матерей.

## Чарты
| Чарт (2018)                                | Высшая позиция |
| ------------------------------------------ | -------------- |
| Австралия (ARIA)                           | 7              |
| Австрия (Ö3 Austria Top 40)                | 10             |
| Бельгия/Фландрия (Ultratop 50)             | 43             |
| Бельгия/Валлония (Ultratip Bubbling Under) | 11             |
| Канада (Billboard Canadian Hot 100)        | 5              |
| Чехия (Singles Digitál Top 100)            | 3              |
| Дания (Tracklisten)                        | 5              |
| Эстония (Eesti Ekspress)                   | 4              |
| Финляндия (Suomen virallinen lista)        | 1              |
| Германия (GfK)                             | 12             |
| Венгрия (Single Top 40)                    | 10             |
| Венгрия (Stream Top 40)                    | 2              |
| Ирландия (IRMA)                            | 9              |
| Италия (FIMI)                              | 29             |
| Латвия (LAIPA)                             | 1              |
| Нидерланды (Single Top 100)                | 24             |
| Новая Зеландия (Recorded Music NZ)         | 1              |
| Норвегия (VG-lista)                        | 1              |
| Португалия (AFP)                           | 6              |
| Россия (Tophit)                            | 11             |
| Шотландия (OCC Scotland)                   | 76             |
| Словакия (Singles Digitál Top 100)         | 44             |
| Испания (PROMUSICAE)                       | 55             |
| Швеция (Sverigetopplistan)                 | 1              |
| Швейцария (Schweizer Hitparade)            | 9              |
| Великобритания (OCC UK Singles)            | 10             |
| США (Billboard Hot 100)                    | 13             |
| США (Billboard Alternative Airplay)        | 35             |
| США (Billboard Rhythmic)                   | 40             |

| Чарт (2018)      | Позиция |
| ---------------- | ------- |
| Португалия (AFP) | 140     |
| Чарт (2019)      | Позиция |
| СНГ (Tophit)     | 25      |
| Латвия (LAIPA)   | 51      |
| Португалия (AFP) | 330     |
| Россия (Tophit)  | 15      |

## Сертификации
| Регион                                                                      | Сертификация  | Продажи   |
| --------------------------------------------------------------------------- | ------------- | --------- |
| Австралия (ARIA)                                                            | Платиновый    | 70 000    |
| Канада (Music Canada)                                                       | 2× Платиновый | 160 000   |
| Дания (IFPI Danmark)                                                        | Платиновый    | 90 000    |
| Франция (SNEP)                                                              | Золотой       | 100 000   |
| Италия (FIMI)                                                               | Золотой       | 25 000    |
| Мексика (AMPROFON)                                                          | Платиновый    | 60 000    |
| Новая Зеландия (RMNZ)                                                       | Золотой       | 15 000    |
| Португалия (AFP)                                                            | Золотой       | 5000      |
| Великобритания (BPI)                                                        | Платиновый    | 600 000   |
| США (RIAA)                                                                  | Платиновый    | 1 000 000 |
| Данные о продажах + прослушиваниях приведены только на основе сертификации. |               |           |

## Ремикс
9 июля 2019 года в Instagram-аккаунте Lil Peep, а также в аккаунтах матерей Lil Peep и XXXTentacion, появился анонс выхода предстоящего ремикса от Трэвиса Баркера, барабанщика группы Blink-182.
11 июля 2019 года был выпущен ремикс на песню, вместе с клипом на YouTube-канале Lil Peep.

## «Sunlight on Your Skin»
«Sunlight on Your Skin» (с англ. — «Солнечный свет на твоей коже») — это оригинальная версия «Falling Down», записанная Lil Peep и американским рэпером iLoveMakonnen. Она была выпущена как сингл 27 сентября 2018 года.

### Чарты
| Чарты (2018)                      | Высшая позиция |
| --------------------------------- | -------------- |
| Новая Зеландия Hot Singles (RMNZ) | 36             |